# 杨门女将 (京剧)
《杨门女将》是1959年由范钧宏、吕瑞明所编的京剧剧目，改编自扬剧《百岁挂帅》，并参考了杨家将传说《十二寡妇征西》。在吸取了扬剧《百岁挂帅》中“寿堂”、“比武”两场情节的基础上，作者还改写了“廷辩”，并增写了“请缨”、“赠马”、“探谷”等场景。此外，剧中的王辉则是杨家将戏曲中的新人物。
1960年，《杨门女将》由中国京剧院四团青年演员首演，导演为郑亦秋。同年，北京电影制片厂将其拍摄成彩色戏曲影片，并于1962年获大众电影百花奖最佳戏曲片奖。2012年，《杨门女将》获文化部第二届优秀保留剧目大奖。

## 剧情
北宋仁宗年间，元帅楊宗保率兵抵御西夏，夜探山谷时遭遇夏军埋伏，中箭阵亡，边关告急。杨宗保的结拜兄弟焦廷贵（焦赞之子）、孟怀源（孟良之子）回朝搬兵。
焦孟二将赶回天波府，众人正为杨宗保筹备五十寿辰，杨宗保之母柴郡主与妻子穆桂英闻讯如五雷轰顶，又怕佘太君难以承受丧孙之痛，只得强颜欢笑，隐瞒此事。寿宴上，穆桂英心事重重，一杯即醉，柴郡主和焦孟二将眼神躲闪，言语支吾。佘太君再三逼问，才知道宗保已为国捐躯，悲痛不已，为孙儿奠酒三杯。杨宗保之子杨文广闻讯，要带兵为父报仇，被佘太君劝阻。佘太君派焦孟二将进宫报丧。
吏部尚书寇准与兵部尚书王辉进宫面圣，寇准主张与西夏开战，王辉则认为大宋兵力与钱粮不足，元帅新丧，军心涣散，西夏新胜，士气高涨，应暂时求和，避其锋芒。朝中无人挂帅，寇准提议由杨门女将出征，但王辉认为佘太君年届百岁，穆桂英等女将年事已高且归隐多年，杨文广又太过年幼。宋仁宗举棋不定，只得率众臣去天波府祭奠杨宗保。
宋仁宗一行来到天波府，提起宋夏战事，佘太君坚决反对议和。王辉说杨家众将俱已凋零，既无统帅又无先锋，只剩一群年迈的女将，寇准在一旁故意拱火，惹怒杨家众人。杨家上下一致反对求和，请旨出征。王辉劝佘太君顾全大局，不要为了报仇意气用事。佘太君痛陈杨家血泪史，怒斥王辉。宋仁宗决心开战，以百岁高龄的佘太君为帅，穆桂英为先锋，杨七娘为副先锋，率领杨家将赶赴边关抵抗西夏。王辉不相信杨家将能够取胜，与寇准打赌，若杨家将获胜，愿摘去头上乌纱，子孙三代不得入朝为官。杨文广请缨上阵，穆桂英有意让儿子上阵历练，柴郡主担心孙儿一旦有失会让杨家彻底绝后，佘太君下令次日杨文广与其母校场比武，若能获胜即可出征。
校场之上，杨家将整装待发。杨文广不是母亲的对手，穆桂英故意相让，佘太君明明看破却故意不说破，杨文广得以随军出征。
西夏国主王文见杨家一众寡妇前来交战，骄傲轻敌，初次交锋即被杨七娘杀得大败，只得退守飞龙山大营，倚仗葫芦谷天险，固守不战，欲使宋军粮草不济，不战而退。西夏军师魏古献计，利用杨文广争强好胜的弱点，邀其进葫芦谷与王文之子王翔比武，借机将宋军引入绝境，王文从之。
佘太君夜观地势，想起杨宗保生前夜探绝谷，推测山中必有栈道，一旦找到栈道，即可直插敌军后营，内外夹击，全歼夏军，穆桂英恰好也有此意。王文派人下书邀请杨文广进谷比武，又命王翔率人大声叫骂，激怒杨文广。杨宗保生前的马夫张彪伤愈，说谷中确有栈道直通敌军后营。佘太君将计就计，派穆桂英母子和杨七娘率小股部队佯装追击王翔，在张彪带领下进葫芦谷找寻栈道，一旦找到即举火为号，焦孟二将断后，与大军里应外合。葫芦谷内地形复杂，杨宗保的识途白马驮着杨文广一路狂奔，却在一处断崖前突然停下，穆桂英认为附近定有栈道，张彪回忆起曾有一位采药老人为宋军带路。宋军士兵找到采药老人，老人以为是夏军，装聋作哑，得知眼前之人是杨元帅之妻，又听闻杨元帅为国捐躯，百感交集，再次带领宋军找到栈道。寇准和王辉押运粮草来到前线，王辉固执己见，认为宋军必败。夏军在谷口堆积易燃物，逼迫佘太君在两日内让出边关，否则就要烧死杨文广等人。穆桂英等人急行军一天一夜，绕至敌后，偷袭得手。佘太君见敌营火起，命大军猛攻，夏军措手不及，被宋军全歼，杨文广手刃杀父仇人王文。宋军大胜，王辉只得认输。宋军凯旋还朝。

## 角色
《杨门女将》中的主要角色包括：
- 佘太君（老旦）
- 穆桂英（旦）
- 杨文广（小生）
- 柴郡主（旦）
- 杨七娘（旦）
- 杨八姐（旦）
- 杨九妹（旦）
- 杨大娘（旦）
- 杨二娘（旦）
- 杨三娘（旦）
- 杨四娘（旦）
- 杨五娘（旦）
- 杨八娘（旦）
- 杨洪（丑）
- 焦廷贵（净）
- 孟怀源（净）
- 宋仁宗（老生）
- 寇准（老生）
- 王辉（丑）
- 张彪（武生）
- 采药老人（老生）
- 王文（净）
- 王翔（净）
- 魏古（丑）